# Beppo di Massimi
Pour les personnes ayant le même patronyme, voir Massimi.
Beppo de Massimi  est un gentilhomme italien puis français, actif dans le domaine de l'aéronautique, né à Bari (Italie) le 3 août 1875 et mort à Saint-Ay (Loiret, France) le 29 juin 1961.

## Biographie
Beppo de Massimi obtient une licence de l'Institut technique de Naples.
Il s'engage en tant que volontaire dans l'aviation le 17 août 1914 au cours de la Première Guerre mondiale, il occupe un poste de lieutenant observateur de l’armée de l’air française.
Il est naturalisé français en août 1914.
Il devient par la suite l'un des tout premiers collaborateurs de l'entrepreneur français Pierre-Georges Latécoère qu’il a connu pendant la guerre dans les tranchées. Négociateur, il est désigné comme administrateur des lignes aériennes Latécoère à Madrid et intervient dans les débuts de la ligne en 1919, obtenant ainsi les autorisations de survol de l’Espagne auprès des autorités espagnoles. 
Durant toute sa carrière aéronautique, il participe activement à la construction et à la réputation de la Ligne, défendant avec acharnement l’œuvre de Latécoère. En 1923, il est membre du conseil d'administration de la CGEA.
Il rencontra Antoine de Saint-Exupéry, qui lui dédia son livre, (Le Petit Prince[réf. nécessaire]) « à l'homme qui m a donné la vie que je rêvais d'avoir. »
En 1933, lors de la création de la compagnie nationale Air France, il décide de se retirer à l’abbaye de Voisins dans la commune française de Saint-Ay, dans le département du Loiret. Il y décède en juin 1961.

## Œuvres
Il est l'auteur de l'ouvrage Vent debout : histoire de la première ligne aérienne française paru aux éditions Plon (Paris, 1949) dans lequel il raconte son histoire aéronautique.

## Distinctions
- Croix de guerre 1914-1918 avec deux citations[1]
- Officier de la Légion d'honneur le 28 août 1925[1]
- Officier d'Académie[1]
- Officier de l'ordre du Ouissam alaouite[1]